# Montenegrói férfi kosárlabda-válogatott
A montenegrói férfi kosárlabda-válogatott Montenegró férfi nemzeti kosárlabda csapata, amelyet a Montenegrói kosárlabda-szövetség (montenegrinül: Кошаркашка репрезентација Црне Горе/Košarkaška reprezentacija Crne Gore) irányít.

## Története
2006. május 21-én Montenegró népszavazáson a Szerbiától való elszakadás mellett voksolt és június 3-án független állammá vált, amely egyben azt is jelentette, hogy saját nemzeti válogatottat állít ki a nemzetközi küzdelmekre. Június 5-én Szerbia is kinyilvánította a függetlenségét és ezzel a szövetségi köztársaság megszűnt. Ez a változás azonban nem befolyásolta a 2006-os világbajnoki részvételt, ahol a két ország kosárlabdázói még egy zászló alatt szerepeltek. Montenegró 2006-ban lett a Nemzetközi Kosárlabda-szövetségnek (FIBA) tagja. Önálló államként először a 2008-as B diviziós selejtezőtornán indultak. A 2011-es Európa-bajnokság volt az első nemzetközi torna, amire kijutottak. Egy győzelemmel és négy vereséggel a csoportjuk utolsó helyén végeztek és nem jutottak tovább az egyenes kieséses szakaszba. A 2013-as Európa-bajnokságon 83–76-ra legyőzték Szerbiát, de ez nem volt elegendő a továbbjutáshoz. A 2015-ös tornáról lemaradtak. 2019-ben részt vettek történetük első világbajnokságán, ahol három vereséggel zárták a csoportkört. A 2017-es és a 2022-es Európa-bajnokságon egyaránt a tizenharmadik helyet szerezték meg. A 2023-as világbajnokságon Mexikót és Egyiptomot megelőzve továbbjutottak a csoportjukból. A középdöntőben az Egyesült Államoktól 85–73-ra kikaptak, majd Görögországot legyőzték 73–69-re és a tizenegyedik helyen zárták a tornát.

## Eredmények
| Olimpiai játékok | Olimpiai játékok                 | Olimpiai játékok                 | Olimpiai játékok                 | Olimpiai játékok                 |
| Év               | Eredmény                         | M                                | Gy                               | V                                |
| ---------------- | -------------------------------- | -------------------------------- | -------------------------------- | -------------------------------- |
| 1936-1988        | Jugoszlávia része volt           | Jugoszlávia része volt           | Jugoszlávia része volt           | Jugoszlávia része volt           |
| 1992-2004        | Szerbia és Montenegró része volt | Szerbia és Montenegró része volt | Szerbia és Montenegró része volt | Szerbia és Montenegró része volt |
| 2008             | Nem indult                       | Nem indult                       | Nem indult                       | Nem indult                       |
| 2012             | Nem jutott be                    | Nem jutott be                    | Nem jutott be                    | Nem jutott be                    |
| 2016             | Nem jutott be                    | Nem jutott be                    | Nem jutott be                    | Nem jutott be                    |
| 2020             | Nem jutott be                    | Nem jutott be                    | Nem jutott be                    | Nem jutott be                    |
| 2024             | Nem jutott be                    | Nem jutott be                    | Nem jutott be                    | Nem jutott be                    |
| Összesen         | 0/5                              |                                  |                                  |                                  |

| FIBA-világbajnokság | FIBA-világbajnokság              | FIBA-világbajnokság              | FIBA-világbajnokság              | FIBA-világbajnokság              |
| Év                  | Eredmény                         | M                                | Gy                               | V                                |
| ------------------- | -------------------------------- | -------------------------------- | -------------------------------- | -------------------------------- |
| 1950-1990           | Jugoszlávia része volt           | Jugoszlávia része volt           | Jugoszlávia része volt           | Jugoszlávia része volt           |
| 1994-2006           | Szerbia és Montenegró része volt | Szerbia és Montenegró része volt | Szerbia és Montenegró része volt | Szerbia és Montenegró része volt |
| 2010                | Nem jutott be                    | Nem jutott be                    | Nem jutott be                    | Nem jutott be                    |
| 2014                | Nem jutott be                    | Nem jutott be                    | Nem jutott be                    | Nem jutott be                    |
| 2019                | 25.                              | 5                                | 1                                | 4                                |
| 2023                | 11.                              | 5                                | 3                                | 2                                |
| Összesen            | 2/4                              | 10                               | 4                                | 6                                |

| Európa-bajnokság | Európa-bajnokság                 | Európa-bajnokság                 | Európa-bajnokság                 | Európa-bajnokság                 |
| Év               | Eredmény                         | M                                | Gy                               | V                                |
| ---------------- | -------------------------------- | -------------------------------- | -------------------------------- | -------------------------------- |
| 1935-1991        | Jugoszlávia része volt           | Jugoszlávia része volt           | Jugoszlávia része volt           | Jugoszlávia része volt           |
| 1993-2005        | Szerbia és Montenegró része volt | Szerbia és Montenegró része volt | Szerbia és Montenegró része volt | Szerbia és Montenegró része volt |
| 2007             | Nem indult                       | Nem indult                       | Nem indult                       | Nem indult                       |
| 2009             | B Divízió                        | B Divízió                        | B Divízió                        | B Divízió                        |
| 2011             | 21.                              | 5                                | 1                                | 4                                |
| 2013             | 17.                              | 5                                | 2                                | 3                                |
| 2015             | Nem jutott be                    | Nem jutott be                    | Nem jutott be                    | Nem jutott be                    |
| 2017             | 13.                              | 6                                | 3                                | 3                                |
| 2022             | 13.                              | 6                                | 3                                | 3                                |
| Összesen         | 4/7                              | 22                               | 9                                | 13                               |